# Olívio Aurélio Fazza
Dom Olívo Aurélio Fazza, S.V.D., (Juiz de Fora, 25 de junho de 1925 — Foz do Iguaçu, 25 de dezembro de 2008) foi um bispo da brasileiro da Igreja Católica Apostólica Romana. 

## Biografia
Antes da vida religiosa, foi bancário. Fez os votos em 5 de março de 1955, em São Paulo. Foi professor e educador dos irmãos da Sociedade do Verbo Divino (1955-1958), no Seminário Menor, em Toledo (1959-1962); mestre de noviços dos irmãos e vigário, em São Paulo (1963-1975) e superior provincial da congregação, em São Paulo (1975-1978).
Foi o primeiro bispo de Foz do Iguaçu, tendo estado à frente dessa diocese de 1978 até 2001, ano em que foi aposentado. Foi sagrado pelo arcebispo Dom Geraldo Maria de Morais Penido. Faleceu no Natal de 2008.